# L'esquadró suïcida
|  | Aquest article tracta sobre la pel·lícula de 2016. Vegeu-ne altres significats a «Suicide Squad (desambiguació)». |

L'esquadró suïcida (títol original en anglès: Suicide Squad) és una pel·lícula de superherois estatunidenca de 2016, basada en l'equip d'antiherois homònim de DC Comics. És la tercera pel·lícula del DCEU. La pel·lícula està escrita i dirigida per David Ayer, i protagonitzada per un repartiment coral amb Will Smith, Margot Robbie, Jared Leto, Joel Kinnaman, Jai Courtney, Adewale Akinnuoye-Agbaje, Karen Fukuhara, Jay Hernández, Cara Delevingne i Viola Davis.
Al febrer de 2009, Warner Bros Pictures estava desenvolupant una pel·lícula de l'Esquadró Suïcida. David Ayer va ser contractat per escriure-la i dirigir-la al setembre de 2014 i les audicions van començar a l'octubre. El rodatge va començar el 13 d'abril de 2016 a Toronto, i va finalitzar a l'agost del mateix any.
Es va preestrenar a Nova York l'1 d'agost de 2016, i es va estrenar als Estats Units el 5 d'agost en 2D, 3D i IMAX 3D. Després d'un fort debut que va establir rècords de taquilla, va recaptar més de 700 milions de dòlars a tot el món. La pel·lícula va rebre crítiques generalment negatives dels crítics, que van trobar la trama confusa, encara que l'actuació de Margot Robbie va ser aclamada universalment.
Aquesta pel·lícula ha estat doblada i subtitulada al català.

## Argument
Després de la mort de Superman en Batman contra Superman: L'alba de la justícia, l'agent d'intel·ligència Amanda Waller reuneix un equip de criminals perillosos que es troben custodiats en la presó Belle Reve, posant-los sota el comandament del coronel Rick Flag per dur a terme missions d'alt risc. L'equip està conformat pel sicari Deadshot, Harley Quinn, Capità Boomerang, El Diablo, Killer Croc i Slipknot.

## Repartiment
- Will Smith com a Floyd Lawton/Deadshot: un franctirador expert.[8][9] Deadshot és un criminal en conflicte que gaudeix de la caça però tracta de fer el correcte per la seva jove filla.[10] Smith va indicar que Deadshot i Harley Quinn són "aliats" en la pel·lícula, però que no saben què succeeix amb els altres personatges.[11]
- Jared Leto com el Joker: un senyor del crim psicòpata i enemic de Batman.[8][9] Leto va descriure al seu paper com un «personatge gairebé shakesperià» i un «bell desastre de personatge».[12] Leto mai va deixar d'interpretar al personatge durant la filmació, anant tan lluny que fins i tot Will Smith va afirmar que mai va conèixer a l'actor, sinó només al personatge.[13] En preparació per al paper, Leto va passar diverses hores escoltant música Gospel dels anys 20 i va explicar que sentia que: "el Joker és més vell del que tots creuen", també va llegir sobre el xamanisme.[13] Les influències de l'aparença del personatge inclouen l'obra d'Alejandro Jodorowsky.[13] Leto va dir que va parlar amb metges i va passar temps amb malalts mentals en preparació per al seu paper. Els tatuatges del personatge van ser afegits per Ayer, que va voler modernitzar l'aspecte del Joker donant-li una aparença de gánster.[14]
- Margot Robbie com a Harleen Quinzel/Harley Quinn: una boja malvada i antiga psiquiatra de l'Asil Arkham, la qual es va enamorar del Joker.[8][9] El productor Richard Suckle descriu al personatge com "una favorita dels fans. Divertida, boja, aterridora... No es pot arribar als adjectius suficients per descriure totes les diferents coses fa."[13] Robbie descriu a Quinn com un dels membres de l'Esquadró més manipuladors, i la seva relació amb Joker com "increïblement disfuncional", i va agregar que Quinn està "boja per ell, literalment, boja. Està boja. Però ella l'estima. I és una relació realment poc saludable i disfuncional. Però addictiva."[15]
- Joel Kinnaman com a Rick Flag: Un oficial militar el qual és seleccionat per dirigir i controlar als membres de l'esquadró.[16] És graduat de West Point i oficial de les forces especials de l'exèrcit i guia a l'Esquadró en el camp de batalla. Només pensa en la feina i executa les ordres d'Amanda Waller, però no sempre està d'acord amb els seus objectius o mètodes.[10]Tom Hardy va ser originalment elegit per al paper però va ser forçat a retirar-se a causa de problemes d'agenda.[9]
- Jai Courtney com a George "Digger" Harkness/Capità Boomerang: Un lladre que utilitza boomerangs mortífers, es descriu com a resistent i impredictible.[8][9][10] Sobre el seu paper, Courtney va dir, "és un bogan absolut, en el sentit més pur. La primera instrucció de David Ayer va ser: "Troba la teva bossa de brossa interior". "[8][9][13]
- Adewale Akinnuoye-Agbaje com a Waylon Jones/Killer Croc: un bandit que sofreix d'una condició cutània que causa que desenvolupi un aspecte reptilià.[9][17] Akinnuoye-Agbaje descriu al personatge com "un caníbal amb problemes d'ira".[18]
- Karen Fukuhara com a Tatsu Yamashiro/Katana: una artista marcial experta i mestra en l'ús de l'espasa.[9][19] És la guardaespatlles de Rick Flag i utilitza una mística espasa anomenada "Soultaker" amb l'habilitat d'absorbir les ànimes de les seves víctimes.[13] Fukuhara va argumentar que Katana té codis morals i que també pot tallar a centenars de persones sense cansar-se.[13]
- Jay Hernández com a Camús Santana/El Diablo. Un antic membre d'una banda criminal amb capacitat de generar foc des de les seves mans.[19]
- Viola Davis com Amanda Waller: Davis va afirmar que estava fascinada pel personatge, assenyalant la seva psicologia i força, i descrivint-la com una «poderosa dona negra, dura, llesta per prendre una arma i disparar-li a qualsevol a voluntat».[20]
- Cara Delevingne com a June Moone/Enchantress: una bruixa poderosa i la malvada principal de la pel·lícula, que perd el control després de ser alliberada.[8] És descrita com una antiga força alliberada per l'aventurera June Moone després d'anys empresonada.[18]
- Scott Eastwood com a GQ Edwards: Un SEAL de la Marina que ajuda a Flag durant la missió.[21]
- Adam Beach com a Christopher Weiss/Slipknot: Un mercenari especialitzat l'escalada, també és un assassí entrenat.[22]
- Ike Barinholtz com a Griggs: Un agent de seguretat en Belle Reeve, el lloc fosc on el govern empresona a l'Esquadró.[21]

Ben Affleck i Ezra Miller repeteixen els seus papers de Batman v Superman: L'alba de la Justícia com Bruce Wayne/Batman i Barry Allen/Flash respectivament, amb papers secundaris; mentre que Jason Momoa fa una breu aparició fotogràfica com Arthur Curry/Aquaman. Alain Chanoine interpreta a Incubus, el germà d'Enchantress, que pren el cos d'un home de negocis innocent fusionant-se amb els d'altres dos homes (un oficial de seguretat i un metge), i ajuda a la seva germana en el seu pla per destruir la Terra utilitzant els seus poders de la màgia antiga. Jim Parrack i Common apareixen com els seqüaços de Joker, Jonny Frost i Monster T. Shailyn Pierre-Dixon i Corina Calderón interpreten a Zoe Lawton i Grace Santana, la filla de Deadshot i l'esposa de Diablo, respectivament. David Harbour i Alex Meraz fan el paper d'un funcionari del govern anomenat Dexter Tolliver, i el d'un SEAL de la marina anomenat Gómez, respectivament.

## Producció

### Desenvolupament
Al febrer de 2009, Warner Bros estava desenvolupant una pel·lícula de l'Esquadró Suïcida, amb Dan Lin, Colin Wilson i Charles Roven com a productors, i Justin Mars com a guionista. David Ayer va ser contractat per dirigir i escriure la pel·lícula al setembre de 2014. El 20 d'octubre de 2014, el director Ayer li va parlar a Empire Online sobre la pel·lícula, i va dir "que és un Els dotze del patíbul amb malvats", ja que va basar el guió en diversos còmics i material de l'Esquadró Suïcida. El 28 de març de 2015, Ayer va dir que la pel·lícula també mostraria l'Asil Arkham, en el qual diversos membres de l'Esquadró Suïcida estan empresonats. Ayer va tindre sis setmanes per escriure el guió, donat que la data d'estrena ja estava fixada.

### Audicions
A l'octubre de 2014, Warner Bros li havia ofert papers en la pel·lícula a Ryan Gosling, Tom Hardy, Margot Robbie i Will Smith. Poc després, es va informar que Hardy, Smit estaven a prop de signar, així com Robbie, que va abandonar la pel·lícula de DreamWorks Ghost in the Shell per aquesta pel·lícula. Al novembre, The Wrap va revelar que Jared Leto estava en converses per al paper del Joker, pel qual s'havia cercat primer a Gosling. Més tard aquest mes, es va anunciar que Robbie va ser triada per al paper de Harley Quinn. Hardy estava en converses per a Rick Flag, un membre fundador de l'Esquadró Suïcida, mentre que el paper de Smith no estava clar. Al desembre de 2014, Warner Bros. va confirmar que Smith, Hardy, Leto, Robbie, Jai Courtney i Cara Delevingne havien signat per estar en la pel·lícula com Deadshot, Rick Flag, Joker, Harley Quinn, Capità Boomerang i Enchantress, respectivament. L'estudi també estava considerant a Viola Davis, Octavia Spencer i Oprah Winfrey per al paper d'Amanda Waller. Després de l'anunci del repartiment, l'escriptor de còmics John Ostrander (creador de l'encarnació moderna de l'Esquadró Suïcida) va parlar amb Comic Book Resources sobre el càsting, dient: "No tinc problemes amb el càsting […] El que m'impressiona és que estan aconseguint alguns molt bons actors per interpretar aquests papers."
El gener de 2015, Davis va expressar interès a interpretar a Amanda Waller durant una entrevista, dient, "Ella [Waller] em fascina." Mentrestant, Tom Hardy va haver de retirar-se com Rick Flag a causa de problemes d'agenda amb la seva pel·lícula The Revenant. Després se li va oferir a Jake Gyllenhaal reemplaçar a Hardy com a Flag, però ho va rebutjar. L'estudi va haver de triar entre Joel Edgerton, Jon Bernthal i Joel Kinnaman per interpretar el paper. Al febrer, Jay Hernández es va unir al repartiment i es va confirmar a Kinnaman com Flag. En els 87° Premis Óscar, Davis va confirmar que havia estat triada com Amanda Waller. El març de 2015, es va informar que el boxejador Raymond Olubawale tindria un paper indeterminat en la pel·lícula, i Scott Eastwood va anunciar per Twitter que havia estat contractat. Més tard aquest mes, es va confirmar que Adewale Akinnuoye-Agbaje i Karen Fukuhara havien estat triats com Killer Croc i Katana, respectivament. Adam Beach, Ike Barinholtz i Jim Parrack es van afegir al repartiment a l'abril de 2015.

### Rodatge
El rodatge estava programat a iniciar a mitjans d'abril i acabar a l'agost de 2015, utilitzant diferents ubicacions al voltant de Toronto, Ontario. L'1 de desembre de 2014, The Hollywood Reporter va revelar que els Pinewood Toronto Studios havien estat reservats per iniciar la pre-producció al febrer, i que el rodatge tindria lloc des de mitjans d'abril fins a setembre. El rodatge pretenia començar el 15 d'abril de 2015 a Toronto. El rodatge va iniciar el 13 d'abril de 2015 El 26 i 27 d'abril, el rodatge es va dur a terme en Hy's Steakhouse. Una escena d'una tempesta de neu va ser rodada el 29 d'abril al carrer Adelaide i en Ching Lane. El 5 de maig, algunes escenes principals van ser rodades en Downtown Toronto prop de Yonge i la plaça Dundas. El rodatge va finalitzar a l'agost de 2015.

### Música
El compositor Steven Price, guanyador d'un premi Oscar, que ja havia treballat amb David Ayer en Fury, va compondre la banda sonora original de L'esquadró suïcida. La seva publicació es va anunciar el 8 d'agost de 2016. En juny del mateix anys, es va anunciar la publicació d'un album de la pel·lícula, que es va publicar en agost. Hi van aparèixer molts artistes, inclosos Kehlani, Logic, Skylar Grey, Wiz Khalifa, Ty Dolla Sign, X Ambassadors, Lil Wayne i Imagine Dragons. El primer senzill, "Heathens" per Twenty One Pilots, va ser llançat el 20 de juny de 2016, el vídeo musical per a la cançó, situat en una presó i amb imatges de la pel·lícula, va ser llançat el 21 de juny. "Sucker for Pain" va ser llançat com el segon senzill el 24 de juny. El tercer senzill de l'àlbum, "Purple Lamborghini" de Skrillex i Rick Ross, va ser llançat el 22 de juliol. Es van publicar quatre senzills promocionals: "Gangsta" per Kehlani, "Standing in the Rain" per Action Bronson, Mark Ronson i Dan Auerbach de The Black Keys, "Medieval Warfare" de Grimes, i "Bohemian Rhapsody" interpretat pel Panicǃ at the Disco.

## Comercialització
L'esquadró suïcida va fer un panell en la Convenció Internacional de Còmics de Sant Diego de 2015, amb la presència de Smith, Robbie, Courtney, Davis i Kinnaman. Durant aquesta, ells van estrenar un tráiler suposadament exclusiu per a l'esdeveniment, però es va filtrar en línia,davant d'això Warner Bros va respondre que no publicarien una versió oficial. No obstant això, l'endemà, Warner Bros va publicar una versió oficial, dient: "Warner Bros. Pictures i el nostre equip anti-pirateria han treballat incansablement durant les últimes 48 hores per contenir el material que va ser piratejat de la sala H el dissabte. No hem pogut aconseguir aquest objectiu. Avui llançarem el mateix material que ha estat circulant il·legalment a la xarxa, en la forma en què es va crear i alta qualitat amb la qual ha de gaudir-se. Lamentem aquesta decisió, ja que la nostra intenció era mantenir el material com una experiència única per al públic de la Comic-Con, però no podem seguir permetent que la pel·lícula sigui representada per la mala qualitat del material filtrat de la nostra presentació."

## Estrena
L'esquadró suïcida es va preestrenar en el Teatre Beacon de Nova York l'1 d'agost de 2016, i posteriorment es va estrenar als cinemes dels Estats Units el 5 d'agost de 2016, en formats 2D, 3D i IMAX 3D.

## Recepció

### Taquilla
La pel·lícula va recaptar 133.682.248 dòlars estatunidencs en el seu primer cap de setmana als Estats Units i 133.300.000 dòlars en altres territoris, recaudant un total de 266.982.248 dòlars mundialment. Finalment va recaptar un total de 746.8 milions de dòlars al món, considerant-se un èxit en duplicar els costs de producció i marketing.

### Crítica
L'esquadró suïcida va rebre crítiques generalment negatives. En el lloc web Rotten Tomatoes la pel·lícula té una aprovació de 26%, basada en 390 ressenyes, amb una puntuació mitjana de 4,9/10 i un consens que diu: "L'esquadró suïcida compta amb un talentós repartiment i una mica més d'humor que els esforços anteriors del DCEU, però això no és suficient per salvar el decebedor resultat final d'una trama confusa, personatges plans, i una direcció aspra".
En Metacritic la pel·lícula té una qualificació de 40 sobre 100, basada en 53 ressenyes, indicant "ressenyes mixtes". La crítica de l'audiència de CinemaScore li dona una qualificació de "B+" en una escala d'A+ a F, mentre que en IMDb té una puntuació de 6,9 basada en més de 140.000 vots.

### Escena postcrèdits
Al final dels crèdits animats hi ha una escena en la qual participen els actors Ben Affleck (com Bruce Wayne) i Viola Davis (Amanda Waller), en la qual discuteixen com encobrir la destrucció provocada en els esdeveniments de la pel·lícula i Bruce Wayne es retira amb els arxius que Waller té dels metahumans que formaran la Lliga de la Justícia. També es pot notar que Waller coneix la identitat de Bruce Wayne com Batman.

## Premis i nominacions
| Premi              | Categoria                           | Nominat         | Resultat   | Ref.   |
| ------------------ | ----------------------------------- | --------------- | ---------- | ------ |
| Teen Choice Awards | Choice AnTEENcipated Movie          | Suicide Squad   | Guanyadora | [ 73 ] |
| Teen Choice Awards | Choice Movie Actor: AnTEENcipated   | Will Smith      | Nominat    | [ 73 ] |
| Teen Choice Awards | Choice Movie Actor: AnTEENcipated   | Scott Eastwood  | Nominat    | [ 73 ] |
| Teen Choice Awards | Choice Movie Actress: AnTEENcipated | Cara Delevingne | Guanyadora | [ 73 ] |
| Teen Choice Awards | Choice Movie Actress: AnTEENcipated | Margot Robbie   | Nominada   | [ 73 ] |

## Seqüela
Al març de 2016, es va anunciar que Warner Bros tornaria a contractar David Ayer i Smith per a una seqüela, que es rodaria el 2017. El mes següent, Ayer va expressar interès a fer la seqüela de classificació R. Fukuhara ha indicat que volgués explorar a fons la història de Katana en la seqüela. James Gunn va ser contractat per escriure i dirigir la seqüela i finalment es va estrenar el 5 d'agost de 2021.